# یرآذ
مردم یرآذ (به ترکی آذربایجانی: Yeraz-YER-AZ) که همچنین یرآذی (به ترکی آذربایجانی: Yerazi) نامیده می‌شوند، یک ایل از ترک‌های آذربایجانی که به عنوان طایفه‌ای متشکل مردم آذری در ارمنستان امروزی بودند. وجه تسمیه مردم یرآذ از دو واژه انگلیسی Yerevan «یر» ↔ «Yer» و Azerbaijanis «آذ» ↔ «Az» تشکیل شده است؛ که برای اهالی شهر ایروان به کار می‌رفت. یکی از پرنفوذترین طایفه‌های جمهوری آذربایجان به‌شمار می‌روند.
با توجه به تنش‌های تاریخی دیرین بین کشورهای همسایه ارمنستان و جمهوری آذربایجان، تقریباً تمام یرآذهای ارمنستان به جمهوری آذربایجان و کشورهای دیگری قبل از جنگ قره باغ منطقه را ترک کرده‌اند. از آنجا که آن‌ها با برخی از آداب و رسوم مختلف و غذاهای آذری را در جمهوری آذربایجان توسعه دادند، یرآذی‌ها از خرده فرهنگ‌های منسجم در داخل کشور نگهداری می‌کنند. با توجه به اختلاف فرهنگی بین آذری‌های جمهوری آذربایجان و آذری‌های ارمنستان در داخل جمهوری آذربایجان، اصطلاح "Yeraz" را می‌توان به عنوان یک عنوان تحقیرآمیز تفسیر کرد.

## تاریخچه
جامعه آذری در ارمنستان تعداد زیادی جمعیت داشتند، اما عملاً از سال ۱۹۸۸–۱۹۹۱، زمانی که اکثریت قریب به اتفاق مردم آذری کشور را به عنوان یک نتیجه از جنگ قره باغ و جنگ میان ارمنستان و جمهوری آذربایجان فرار کرده و اخراج شدند. کمیساریای عالی سازمان ملل برای پناهندگان (UNHCR) در حال حاضر جمعیت آذری‌ها در ارمنستان را بین ۳۰ و چند صد نفر تخمین می‌زند. که اکثریت آن‌ها در مناطق روستایی زندگی می‌کنند و اعضای ازدواج‌های مخلوط (عمدتاً زنان آذری به مردان ارمنی یا بالعکس)، و همچنین افراد مسن و بیمار که عدم توانایی ترک کشور را دارند، نیز در بسیاری از گزارش‌ها، مجبور به تغییر نام جهت حفظ مشخصات برای جلوگیری از تبعیض شده‌اند.

## قدرت سیاسی
در جمهوری آذربایجان، یرآذ، یک طایفه سیاسی منسجم که همراه با طایفه نخجوانی، از زمان اتحاد جماهیر شوروی تحت سلطه سیاست آذربایجانی هستند. اگر چه خانواده حیدر علی اف پدر رئیس جمهور فعلی، در نخجوان زاده شده بود، ولی اصالتاً نشات گرفته از اقوام آذری ارمنستان بودند. که براساس روابط خانوادگی در صحنه‌های سیاسی قدرت جمهوری آذربایجان را در دست دارند. که از دو طایفه نخجوانی و یرآذی با تشکیلات سازماندهی شده حمایت می‌کنند. در حال حاضر رهبر طایفه یرآذ؛ جلال علی اف، عموی الهام علی اف، رئیس جمهوری آذربایجان می‌باشد. رامیز مهدی اف، رئیس کابینه اجرایی رئیس جمهوری، از دیگر یرآذیهای صاحب مسند می‌باشد.
قبل از جلال علی اف، رهبر غیررسمی یرآذی ها؛ علی انسانوف، یکی از بنیانگذاران حزب حاکم در جمهوری آذربایجان به نام حزب آذربایجان نوین و وزیر بهداشت سابق جمهوری آذربایجان به مدت ۱۲ سال بود.